# Chaetacis
Chaetacis is een geslacht van spinnen uit de  familie van de wielwebspinnen (Araneidae).

## Soorten
- Chaetacis abrahami Mello-Leitão, 1948
- Chaetacis aureola (C. L. Koch, 1836)
- Chaetacis bandeirante Magalhães & Santos, 2011
- Chaetacis carimagua Levi, 1985
- Chaetacis cornuta (Taczanowski, 1873)
- Chaetacis cucharas Levi, 1985
- Chaetacis necopinata (Chickering, 1960)
- Chaetacis osa Levi, 1985
- Chaetacis picta (C. L. Koch, 1836)
- Chaetacis woytkowskii Levi, 1985